# Mihovil Natalis
Mihovil Natalis (tal. Michele Natale; Dubrovnik, ? – 1456.) bio je prelat Katoličke Crkve koji je služio kao biskup trebinjsko-mrkanski od 1436. do 1456.

## Životopis
Podrijetlom je iz Dubrovnika. Nakon smrti biskupa Dominika Grancorvea dubrovački je Senat trebinjsko-mrkanskim biskupom imenovao nekog Ivana. Međutim dubrovački nadbiskup se tome usprotivio. Tako je za biskupa trebinjsko-mrkanskog imenovan Mihovil Natalis, 6. kolovoza 1436. godine. Tada je prvi put u papinskoj buli spomenut naslov „trebinjsko-mrkanski”.
Natalis je bio posljednji od biskupa koji je boravio na području biskupije na kopnu. Oko 1450. godine povukao se iz Trebinja u Dubrovnik, a biskupiju je povjerio kanonicima sv. Petra u Čičevu i Ivanu, knezu Popova i Trebinja.
Umro je 1456. godine. Pokopan je u crkvi sv. Mihovila na Mrkanu.

### Knjige
- Perić, Ratko. 2020. Kronotaksa trebinjsko-mrkanskih biskupa s nekim prijepornim pitanjima.   Krešić, Milenko (ur.). Trebinjsko-mrkanska biskupija za vrijeme posljednjeg biskupa ordinarija Nikole Ferića (1792.-1819.) i nakon njega. Teološko-katehetski institut u Mostaru. Mostar. str. 9–33

### Članci
- Puljić, Ivica. 2015. Sedam stoljeća otoka Mrkana u naslovu trebinjskih biskupa. Hercegovina. Filozofski fakultet Sveučilišta u Mostaru. Mostar. : 89–114
- Sivrić, Marijan. 2010. Oporuke biskupa Trebinjsko-mrkanske biskupije od 14. do 18. stoljeća (PDF). Hercegovina. Filozofski fakultet Sveučilišta u Mostaru. Mostar.  (24): 79–96

### Mrežna sjedišta
- Bishop Michele Natale †. catholic-hierarchy.org (engleski). Pristupljeno 21. rujna 2022.
- Svećeničko hodočašće na otok Mrkan (PDF). Službeni vjesnik biskupija Mostarsko-duvanjske i Trebinjsko-mrkanske. Biskupski ordinarijat Mostar. Mostar.  (2): 202–204. 2014

| Titule u Katoličkoj Crkvi    | Titule u Katoličkoj Crkvi              | Titule u Katoličkoj Crkvi |
| ---------------------------- | -------------------------------------- | ------------------------- |
| prethodnik Dominik Grancorve | Biskup trebinjsko-mrkanski 1425.–1435. | nasljednik Vlaho          |